# Strada statale 59 (Polonia)
La strada statale 59 (sigla DK 59, in polacco droga krajowa 59) è una strada statale polacca che attraversa il Paese da Giżycko a Rozogi.